# Алі Сабрі
Алі Сабрі (араб. علي صبري; 31 серпня 1920 — 3 серпня 1991) — єгипетський військовик, державний і політичний діяч, голова Виконавчої ради (уряду) Об'єднаної Арабської Республіки у 1962–1964 роках, прем'єр-міністр Єгипту у 1964—1965 роках, віцепрезидент у 1965—1968 роках, генеральний секретар Арабського соціалістичного союзу у 1965—1969 роках. Маршал авіації. Прибічник соціалістичної орієнтації та зміцнення зв'язків з СРСР, один з претендентів на вищу владу в Єгипті після смерті президента Ґамаля Абдель Насера. Був усунутий від займаних посад під час «травневої виправної революції» 1971 року та засуджений до позбавлення волі.

## Життєпис

### Початок кар'єри
Народився 31 серпня 1920 року в Каїрі у турецько-черкеській родині крупного державного чиновника Аббаса-Баліга Сабрі. За материнською лінією він був онуком Аміна Шамсі-паші, найближчого соратника Ахмеда Орабі та племінником паші Алі Шамсі, одного з засновників партії Вафд. Він виріс і здобув освіту у передмісті Каїра Мааді. 1940 року закінчив Військово-повітряну академію. Служив у єгипетській армії військовим льотчиком, брав участь у Палестинській війні. З 1948 року у званні підполковника очолював службу розвідки ВПС Єгипту.
Співчував організації «Вільні офіцери», однак не вступав до неї. Він забезпечував зв'язок між Насером особисто й військовим аташе посольства США в Каїрі. З 1949 року Сабрі одночасно викладав у Військово-повітряній академії та займав пости у штабі ВПС. Однак він узяв певну участь у Липневій революції 1952 року. 23 липня 1952 його викликали до резиденції Головного командування. Утім, дорогою до резиденції його затримали в районі Геліополіса (передмістя Каїра Міср аль-Джидіда) революційні офіцери артилерії та пропустили тільки після того, як ті зв'язались з Головним командуванням. Після прибуття Сабрі до резиденції Насер доручив йому сповістити про зміну влади посольство США в Каїрі, оскільки той підтримував дружні стосунки з американським військово-повітряним аташе. Сабрі негайно зв'язався з американським посольством телефоном. Він виконав свою місію, однак у США про все вже довідались із ранкових газет.
Після революції Сабрі продовжив підтримувати зв'язок між революційним керівництвом і США, при цьому він став секретарем групи «Вільних офіцерів» Військово-повітряних сил. Однак він не увійшов ані до першого, ані до другого (з 15 серпня) складу Ради революційного командування (РРК). Коли США повідомили його, що не схвалять призначення голови Державної ради Абд ар-Разека ас-Санхурі на пост прем'єр-міністра, Сабрі повідомив про це 7 вересня на засіданні РРК, куди був запрошений як лідер «Вільних офіцерів» у ВПС. На підставі його інформації Гамаль Салем відкинув кандидатуру Санхурі.
У листопаді 1952 року Сабрі разом з полковником Хасаном аль-Факлаві був відряджений до США на чолі приймальної комісії для забезпечення постачання зброї для армії Єгипту на суму 100 мільйонів доларів. Первинно він повідомив, що перемовини тривають успішно й навіть зажадав терміново реконструювати аеродроми Єгипту для приймання реактивних винищувачів. Однак, провівши кілька місяців у Вашингтоні та проводячи перемовини у Пентагоні, Сабрі не досягнув потрібного результату, оскільки США пов'язали постачання зброї з приєднанням Єгипту до військових блоків. 1953 року він отримав пост начальника політичної канцелярії першого президента Єгипту Мухаммеда Наґіба.

### Кар'єрний зліт
Поштовхом до різкого кар'єрного зльоту підполковника Алі Сабрі став конфлікт у середовищі «Вільних офіцерів». Під час політичної кризи 26 лютого 1954 року Алі Сабрі разом з підполковником ВПС Вагіхом Абазою підійняв у повітря авіацію на підтримку Ґамаля Абдель Насера. Це зміцнило довіру до нього фактичного правителя Єгипту, який призначив Сабрі на важливий пост директора кабінету в адміністрації президента. Саме Сабрі у лютому 1955 року доповів Насеру телефоном про ізраїльську атаку на сектор Гази.
У квітні 1955 року Сабрі став одним з п'яти членів єгипетської делегації на Конференції афро-азійських країн у Бандунзі 18 — 24 квітня 1955 року. Під час тієї поїздки (9 квітня — 2 травня) він разом із Насером відвідав Пакистан, Індію, Індонезію й Афганістан.
У 1956—1957 роках Алі Сабрі був політичним радником президента Насера. У серпні 1956 останній відрядив його до Лондона для підготовки конференції 24 держав — користувачів Суецького каналу та для роз'яснення позиції Єгипту. У 1956—1957 роках він також керував Службою загальної розвідки (Мухабарат), будучи за посадою заступником міністра внутрішніх справ. Отримавши 1957 року призначення на пост державного міністра, Сабрі зберіг контроль над загальною розвідкою, начальником якої став полковник Салах Наср. 1957 року був обраний депутатом Національних зборів, а наступного року став членом Вищого виконавчого комітету урядової партії Національний союз.
У травні 1958 року Сабрі супроводжував Насера у його поїздці до Радянського Союзу. 1959 він залишив пост директора кабінету президента Єгипту й у 1960—1962 роках займав пост міністра у справах президентства Об'єднаної Арабської Республіки, брав участь у Конференції Руху неприєднання у Белграді 1961 року.

### На чолі уряду
29 вересня 1962 року, за рік після розпаду Об'єднаної Арабської Республіки президент Насер призначив Алі Сабрі головою Виконавчої ради — главою уряду Єгипту. Одночасно Насер доручив йому очолити роботу зі створення урядової партії — Арабського соціалістичного союзу (АСС) та ввів його до складу Вищої виконавчої ради новоствореної партії. На посту глави уряду Сабрі брав активну участь у міжнародних справах. У січні 1963 року він разом із с прем'єр-міністром Цейлону Сірімаво Бандаранаїке та міністром закордонних справ Гани Вільямом Офорі-Атта брав участь у перемовинах в Делі з урегулювання конфлікту між Індією та Китаєм.
26 березня 1964 року після ухвалення нової тимчасової конституції Єгипту Алі Сабрі декретом президента Насера був призначений прем'єр-міністром. Він відвідав СРСР у квітні 1963 року та 15 — 23 вересня того ж року, керував підготовкою Другого п'ятирічного плану (1965—1970), у травні 1964 брав участь у перемовинах Насера та Хрущова в Каїрі.

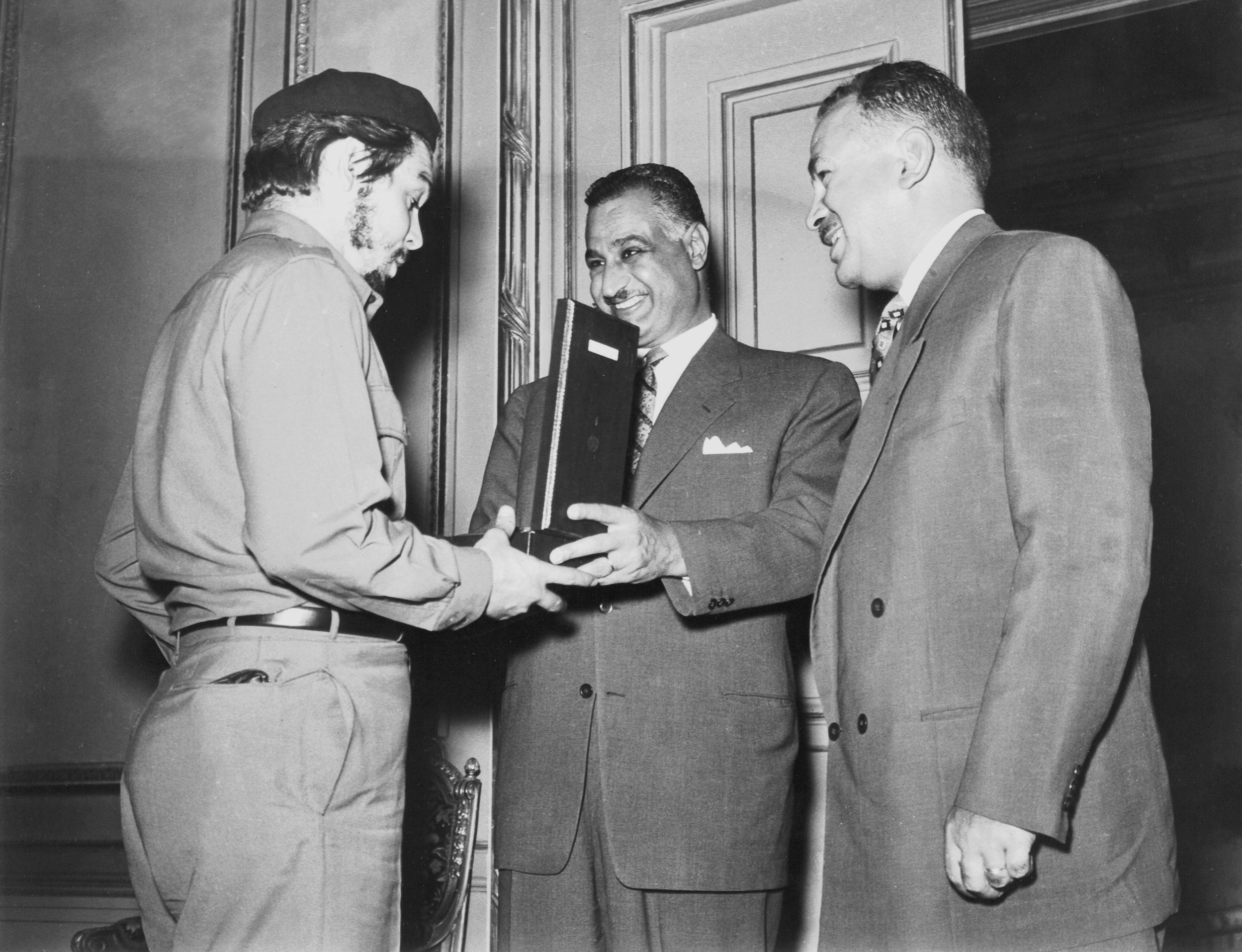
Ернесто Че Гевара, Алі Сабрі та Ґамаль Абдель Насер 1966 року в Каїрі, під час короткочасної зупинки Че Гевари дорогою до Алжиру

29 вересня 1965 року Алі Сабрі зробив подання про відставку свого уряду. Єгипетська преса писала, що країна входить до «нового етапу нового революційного підйому» й така відставка покликана сприяти широким політичним змінам. На Сабрі було покладено завдання з формування керівних структур урядової партії, яку він мав очолити.

### Віцепрезидент
1 жовтня 1965 Насер призначив Сабрі на пост віцепрезидента, того ж місяця він очолив знову створений Генеральний секретаріат АСС. До 1968 року Сабрі був генеральним секретарем і членом Вищого виконавчого комітету АСС. Він керував створенням у складі партії таємної політичної організації «Авангард соціалістів», формування якої було завершено у квітні 1966 року.
У травні 1966 Сабрі скористався убивством у Камшиші активіста АСС Салаха Хуссейна (30 квітня) для зміцнення позицій Арабського соціалістичного союзу. Він звинуватив місцеву владу у приховуванні того злочину й домігся передачі слідства під контроль партії. Після того почалась підтримана Насером кампанія з викриття цілої низки таких убивств, а також фактів саботажу та приховування землі, що підлягала експропріації. АСС усюди організовував робітничі та селянські демонстрації, в країні розгорнулась активна пропагандистська кампанія. Сабрі прагнув підпорядкувати контролю АСС бюрократичний апарат, громадські рухи, профспілки та синдикати.
19 червня 1967 року він увійшов до складу нового кабінету Насера, об'єднавши пости віцепрезидента, заступника прем'єр-міністра й міністра у справах місцевої адміністрації (1968 року на посту міністра його замінив Хамді Ашур). 20 березня 1968 року залишив пост віцепрезидента й у подальшому обіймав низку міністерських посад.

### Протистояння з Закарією Мохі ед-Діном
Алі Сабрі був прибічником планової економіки та союзу з СРСР, висловлювався проти «буржуазного переродження» єгипетської державної еліти. З іншого боку віцепрезидент Закарія Мохі ед-Дін виступав проти втручання урядової партії до питань економіки. Він закликав до «відокремлення економіки від політики». Мохі ед-Діна активно підтримували міністр планування Абдель Монейм Кайсуні, в міністерстві якого зосередились прозахідні економісти, а також міністр економіки та зовнішньої торгівлі Хасан Аббас Закі. Сабрі виступив з критикою Мохі ед-Діна та його прибічників, яких прозвали «неокапіталістами».
Протистояння Сабрі та Мохі ед-Діна посилилось після поразки Єгипту у Шестиденній війні, коли так звані «неокапіталісти» назвали головною причиною поразки «соціалістичну тенденцію». Спроби Насера зблизити два угрупування були безрезультатними, а сам президент не пристав на пропозиції групи Мохі ед-Діна вирішити економічні проблеми відновленням ринкових відносин та переорієнтацією на США. І Сабрі, і Мохі ед-Дін в один день були відправлені у відставку з постів віцепрезидентів, але до кінця 1968 року лінія Алі Сабрі взяла гору й Закарія Мохі ед-Дін пішов з політики.
Після того Сабрі почав частіше їздити до СРСР. У червні 1969 року він відвідав Москву за партійною лінією як член Вищого виконавчого комітету АСС, у квітні 1970 року очолив єгипетську делегацію на урочистостях з нагоди 100-річчя Леніна, а за кілька місяців очолив партійно-урядову делегацію ОАР, що відвідала Радянський Союз 20 — 26 грудня 1970 року

### Битва за владу
Раптова смерть президента Ґамаля Абдель Насера 28 вересня 1970 року спричинила невизначеність у політичному житті Єгипту, що втратив харизматичного керівника. Формально на пост президента міг претендувати віцепрезидент Анвар Садат, який не мав серйозної політичної ваги, а реальні важелі влади перебували у руках керівників, які групувались навколо Алі Сабрі. На похоронах Насера 1 жовтня Анвар Садат пережив серцевий напад, що зміцнило думку про те, що він фігура тимчасова. Багато хто з серйозних спостерігачів визначали термін правління Садата у кілька місяців. Але й сам Алі Сабрі пережив серцевий напад на тих же похоронах і він, на відміну від Садата, не мав юридичних прав на президентський пост. Окрім того Сабрі та його прибічники не мали особливої популярності в народі, хоча Сабрі й компенсував це «величезною працездатністю, значним політичним чуттям».
3 жовтня 1970 року Арабський соціалістичний союз рекомендував Садата на пост президента. 31 жовтня Садат призначив маршала Сабрі віцепрезидентом Єгипту. Утім, деякі дослідники вбачали у такому кроці Садата тонкий розрахунок — призначення повинно було зв'язати Сабрі руки й не дати очолити опозицію.
Тим часом Сабрі вважався фактичним лідером режиму, він продовжував мати особливий вплив в АСС, його прибічники займали ключові державні пости. На його боці виступали віцепрем'єр і міністр внутрішніх справ Шаараві Гомаа, генеральний секретар АСС Абу Мохсен ан-Нур і голова Національних зборів Лабіб Шукейр. До числа прибічників Сабрі входили також міністр оборони Мухаммед Фавзі, державний міністр Самі Шараф, який контролював спецслужби, керівник директорату Загальної розвідки Ахмед Камель, міністр інформації Мухаммед Фаїк, міністр будівництва Мухаммед Саад ед-Дін Заєд. Однак президент Садат ініціював таємні розслідування проти кожного з представників «промосковської» чи «лівонасеристської» групи Сабрі та встановив особистий контакт з командувачем Республіканської гвардії, який завідував охороною Президента.
До кінця весни 1971 року конфлікт між Садатом і Сабрі став відкритим. Гострим стало питання про об'єднання Єгипту з Сирією та Лівією у Федерацію Арабських Республік, ініційоване Садатом без згоди Алі Сабрі. 21 квітня 1971 року на засіданні Вищого виконавчого комітету АСС, а потім і у ЦК АСС група Сабрі різко розкритикувала політику Садата.
29 квітня у Москві Політбюро ЦК КПРС терміново заслухало доповіді про стан справ у Єгипті. Посол СРСР у Єгипті Виноградов та головний військовий радник Окунєв висловились на користь відносин з Садатом, хоч і зазначили деяку пересторогу щодо нього, а резидент КДБ в Каїрі Вадим Кирпиченко розкритикував Садата, стверджуючи, що той обманює керівництво СРСР та готує розрив відносин. Після запеклої дискусії керівництво СРСР не дійшло жодного висновку та не вжило жодних дій щодо Єгипту.

### Травнева поразка
1 травня 1971 року в Хелуані Садат виголосив традиційну першотравневу промову, в якій заявив про певні «центри сил», що загрожують режиму. Увечері того ж дня він оголосив про відставку Алі Сабрі. За сприяння консервативного начальника генерального штабу Мухаммеда Садека Садат провів таємні перемовини з офіцерами армії, а також президентської гвардії та спецслужб. 2 травня Садат усунув Сабрі з посту віцепрезидента. 3 травня Сабрі надіслав генеральному секретарю Арабського соціалістичного союзу Абу ан-Нуру прохання про відставку зі своїх партійних посад.
Як стверджував у своїх мемуарах Садат, 11 травня молодий поліцейський приніс президенту магнітофонну плівку з записом, що свідчив про те, що Сабрі готує його повалення.
13 травня 1971 року радіо Каїра несподівано для президента Садата повідомило, що Шаараві Гомаа подав у відставку з посту віцепрем'єра та міністра внутрішніх справ. Потім було повідомлення про відставку державного міністра Самі Шарафа, Мухаммеда Фаєка, Саада Заїда, Хільмі Сайда, генерального секретаря АСС Абу Мохсена ан-Нура, голови Національних зборів Лабіба Шукейра, члена ВВК АСС Дія ад-Діна Дауда та військового міністра Мухаммеда Фавзі. Разом подали у відставку 5 міністрів і три члени Вищого виконавчого комітету АСС. Сподіваючись таким чином поставити Садата у глухий кут, вони роз'їхались по своїх резиденціях відпочивати від травневої спеки. Утім 14 травня за наказом Садата Республіканська гвардія, не маючи жодного спротиву, заарештувала Алі Сабрі та його прибічників. Сабрі був усунутий від усіх займаних посад та позбавлений звання маршала. Переворот 13-15 травня за якийсь час отримав у Єгипті офіційну назву «Травневої виправної революції».
10 грудня 1971 року трибунал засудив Алі Сабрі до страти, яку Садат одразу ж замінив на довічні каторжні роботи. За якийсь час термін було скорочено до 25 років в'язниці.
1981 року Алі Сабрі був амністований Анваром Садатом незадовго до убивства останнього на параді 6 жовтня.
Алі Сабрі помер 3 серпня 1991 року в Каїрі від інфаркту.